# Charles Mingus
Charles Mingus Jr. (født 22. april 1922, død 5. januar 1979) var en amerikansk jazzbassist og orkesterleder.
Voksede op i Los Angeles og fik som barn undervisning på basun og cello. Han spillede bas fra han var 16 under vejledning af Red Callender og fik tillige undervisning i komposition. Havde desuden kontakt med gospelmusik og skrev allerede som 17-18-årig flere større værker som, ofte ret kaotisk, blander inspiration fra jazz og europæisk musik.
Igennem størstedelen af 1940'erne arbejdede han bl.a. sammen med Louis Armstrong og Lionel Hampton og med mindre, løst strukturerede grupper af ligesindede, som kunne følge ham i hans harmoniske eksperimenter.
Han blev kendt som en magtfuld akkompagnatør med en af jazzens mest personlige toner på sit instrument og for sin entusiasme som organisator.
I 1964 etablerede Mingus en af sine bedst kendte grupper, en sekstet der ud over ham selv inkluderede Dannie Richmond, Jaki Byard, Eric Dolphy, trompetisten Johnny Coles og tenorsaxofonisten Clifford Jordan.
I kraft af sit arbejde som både instrumentalist, komponist og orkesterleder fremstår han som en af jazzens mest originale begavelser og karismatiske skikkelser.